# Петтен
Петтен (нід. Petten) — село в нідерландській провінції Північна Голландія, на узбережжі Північного моря. Входить до муніципалітету Схаген.
Його площа становить 7,17 км², а населення станом на 2021 рік складало 1 640 осіб.
Раніше мало статус окремого муніципалітету.
У селі розташований Петтенський ядерний реактор, який покриває близько 60% потреб ЄС в радіоізотопах для медичних потреб.

## Галерея

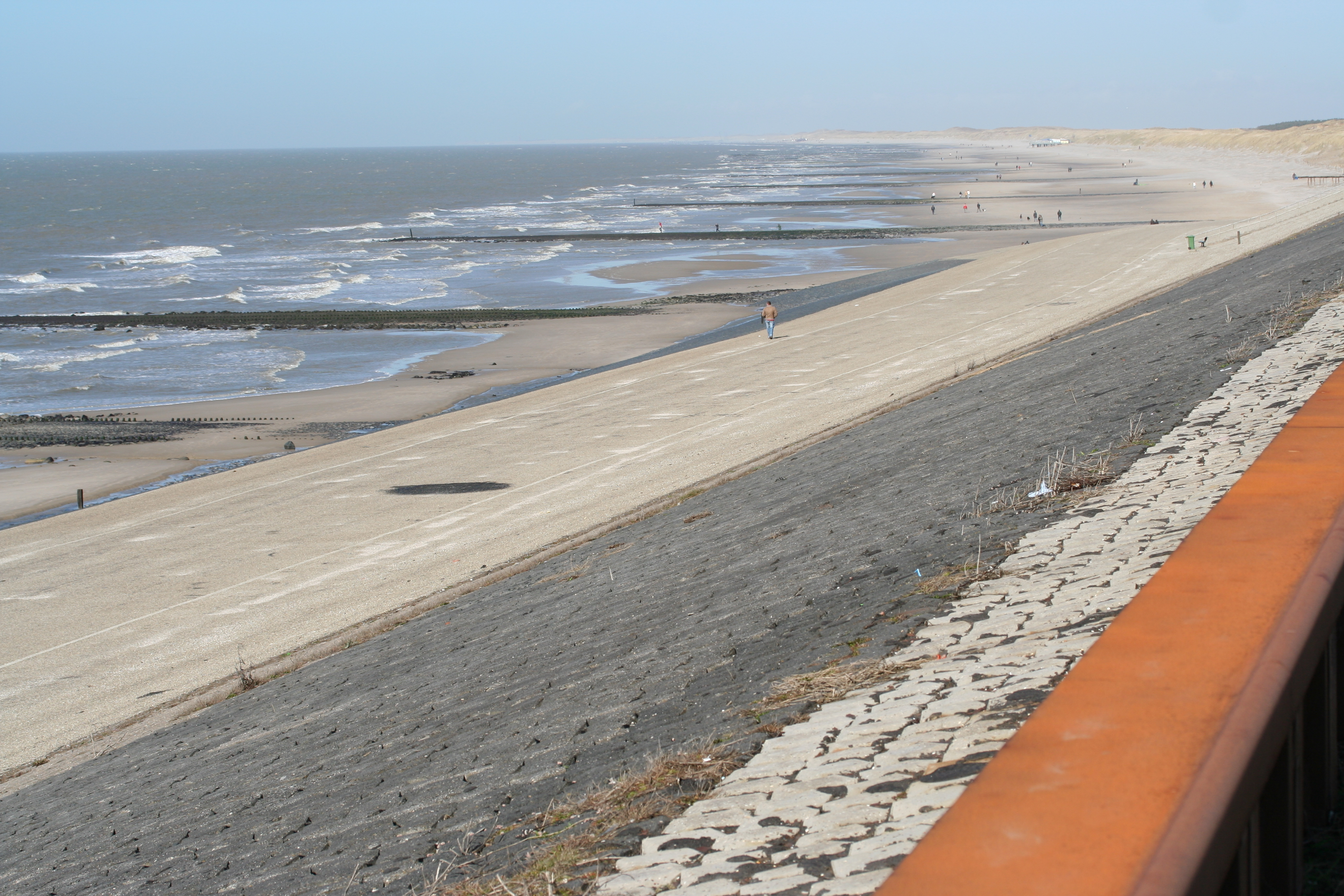
Пляж у Петтені
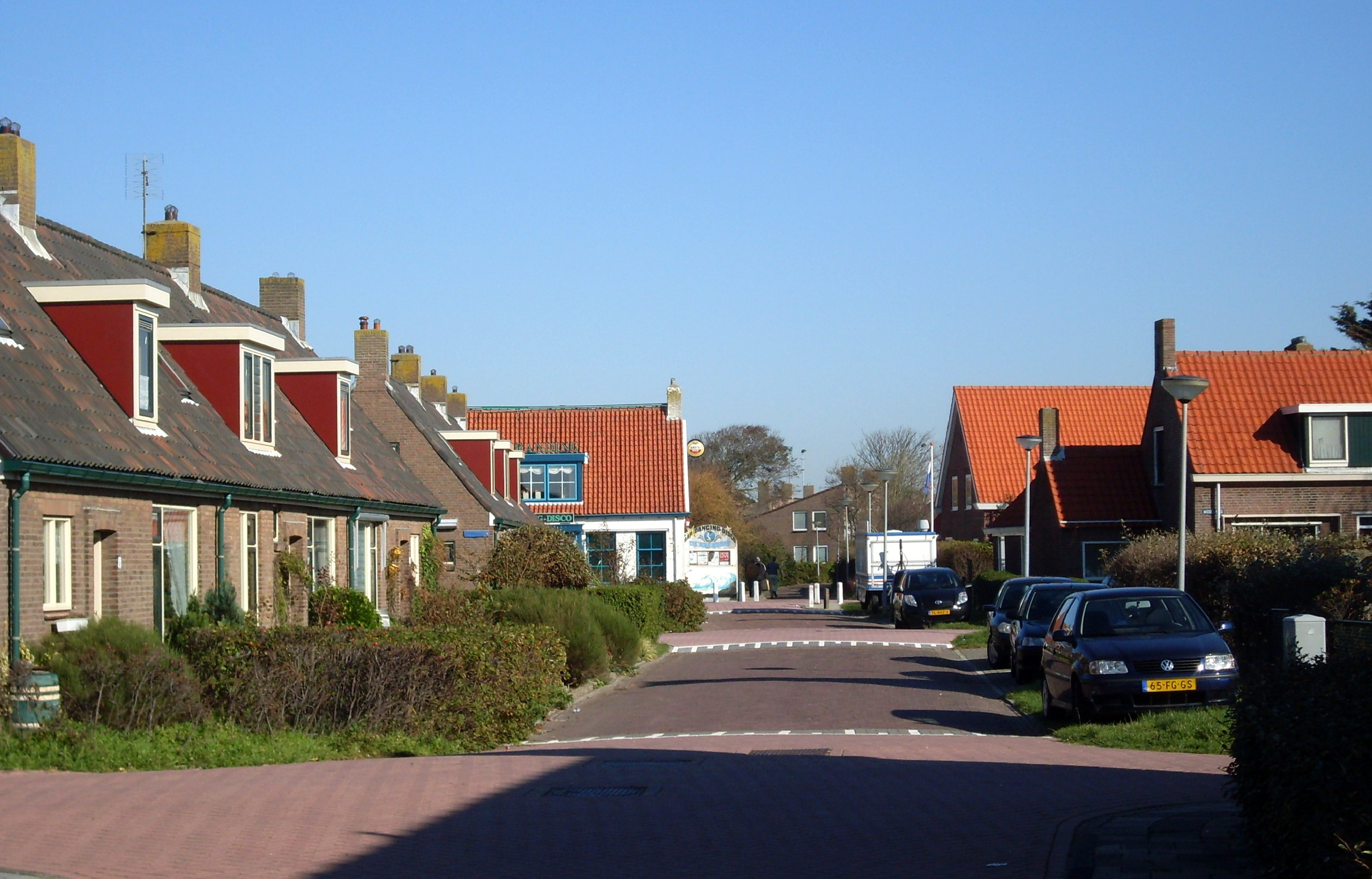
Вулиця сіла
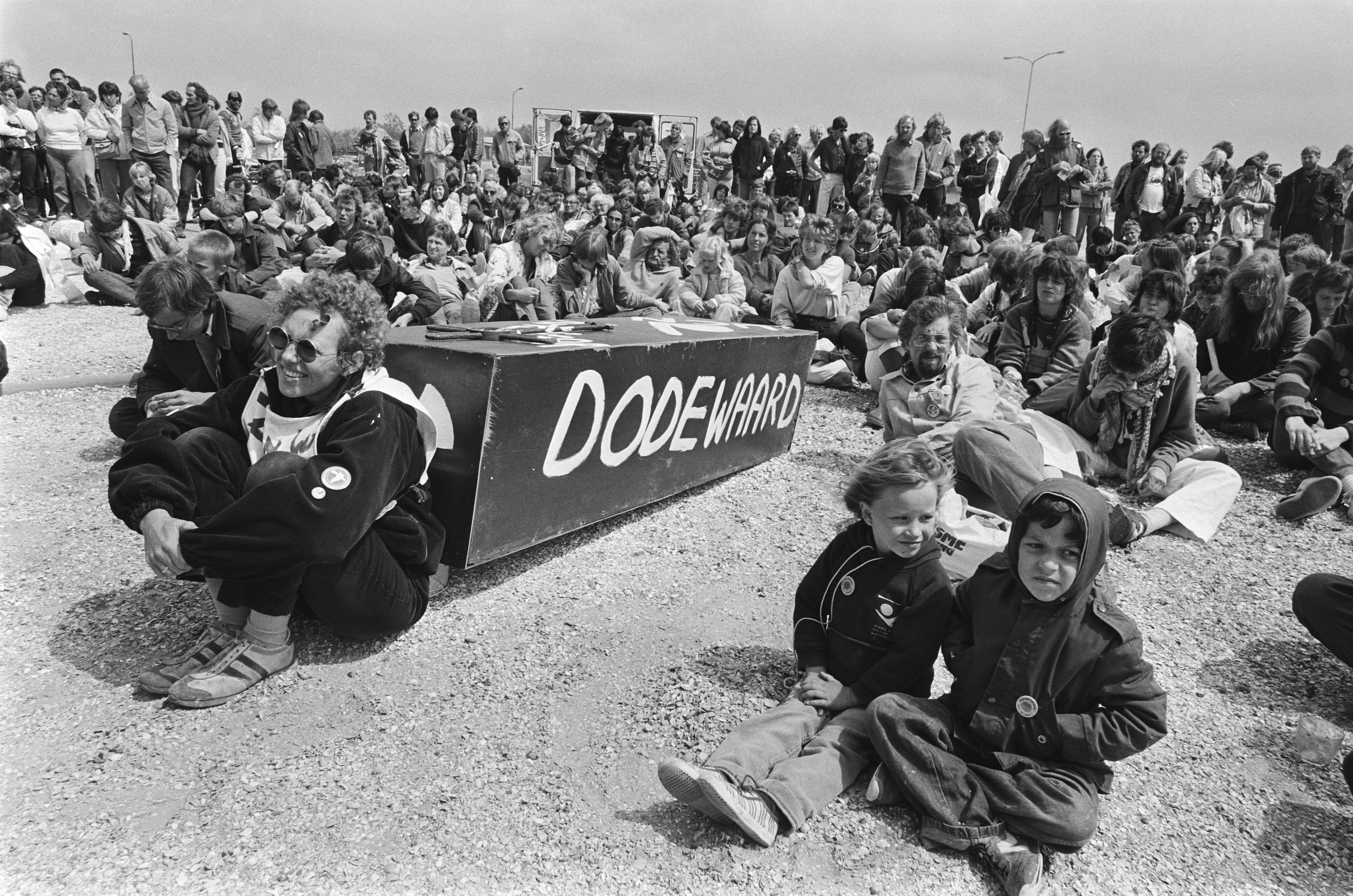
Протести екологічних активістів у селі
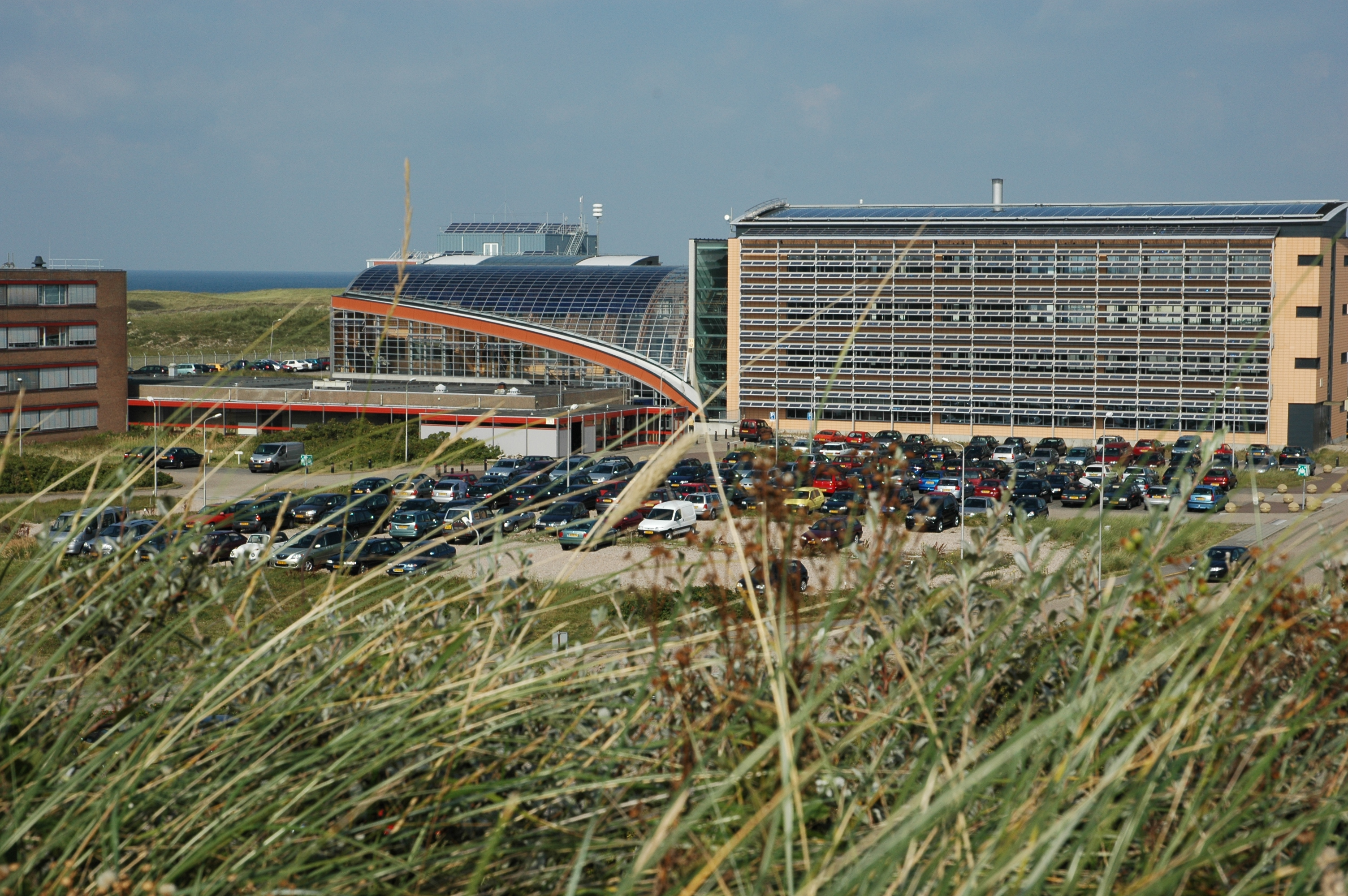
Петтенський ядерний реактор